# Thallomys shortridgei
Thallomys shortridgei är en däggdjursart som beskrevs av Thomas och Hinton 1923. Thallomys shortridgei ingår i släktet Thallomys och familjen råttdjur. Inga underarter finns listade.
Artens kroppslängd (huvud och bål) är 140 till 150 mm och svanslängden är 183 till 210 mm. Djuret har cirka 27 mm långa bakfötter och ungefär 24 mm stora öron. Viktuppgifter saknas. Ovansidan är täckt av brun päls och undersidans päls bildas av hår som är gråa vid roten och vita vid spetsen vad som ger ett smutsigt vit utseende. Huvudets övre delar och öronen har samma färg som bålens ovansida. Fram till nosen blir ansiktet mer gråaktig. Några smala svarta mönster i ansiktet liknar en ansiktsmask. På artens vita händer och fötter förekommer några mörka punkter. Svansen har en svart färg. Honans fyra spenar ligger vid ljumsken.
Denna gnagare förekommer i nordvästra Sydafrika.  Habitatet utgörs av buskskogar, ofta med många akacior. Levnadssättet borde vara liksom hos andra arter av samma släkte.
Möjligtvis påverkas beståndet negativt av landskapsförändringar och av torka. Utbredningsområdet är begränsat. IUCN kategoriserar arten globalt som otillräckligt studerad.